# Parque Lineal de Albacete
El parque Lineal de Albacete es un alargado parque urbano con forma de línea recta de más de 3 km de longitud situado en la ciudad española de Albacete. 
Es uno de los parques urbanos más grandes y emblemáticos de la urbe manchega. Atraviesa la capital de noroeste a sureste en la zona que antes ocupaba la vía férrea Madrid-Cartagena. 
De ese pasado ligado al tren aún quedan restos como la instalación de un semáforo ferroviario en la zona conocida como Puente de Madera, o la ubicación en él de la Locomotora Mikado de Albacete, una antigua locomotora situada frente a la Fábrica de Harinas, actual sede de varias dependencias de la Junta de Comunidades de Castilla-La Mancha en la capital.

## Características

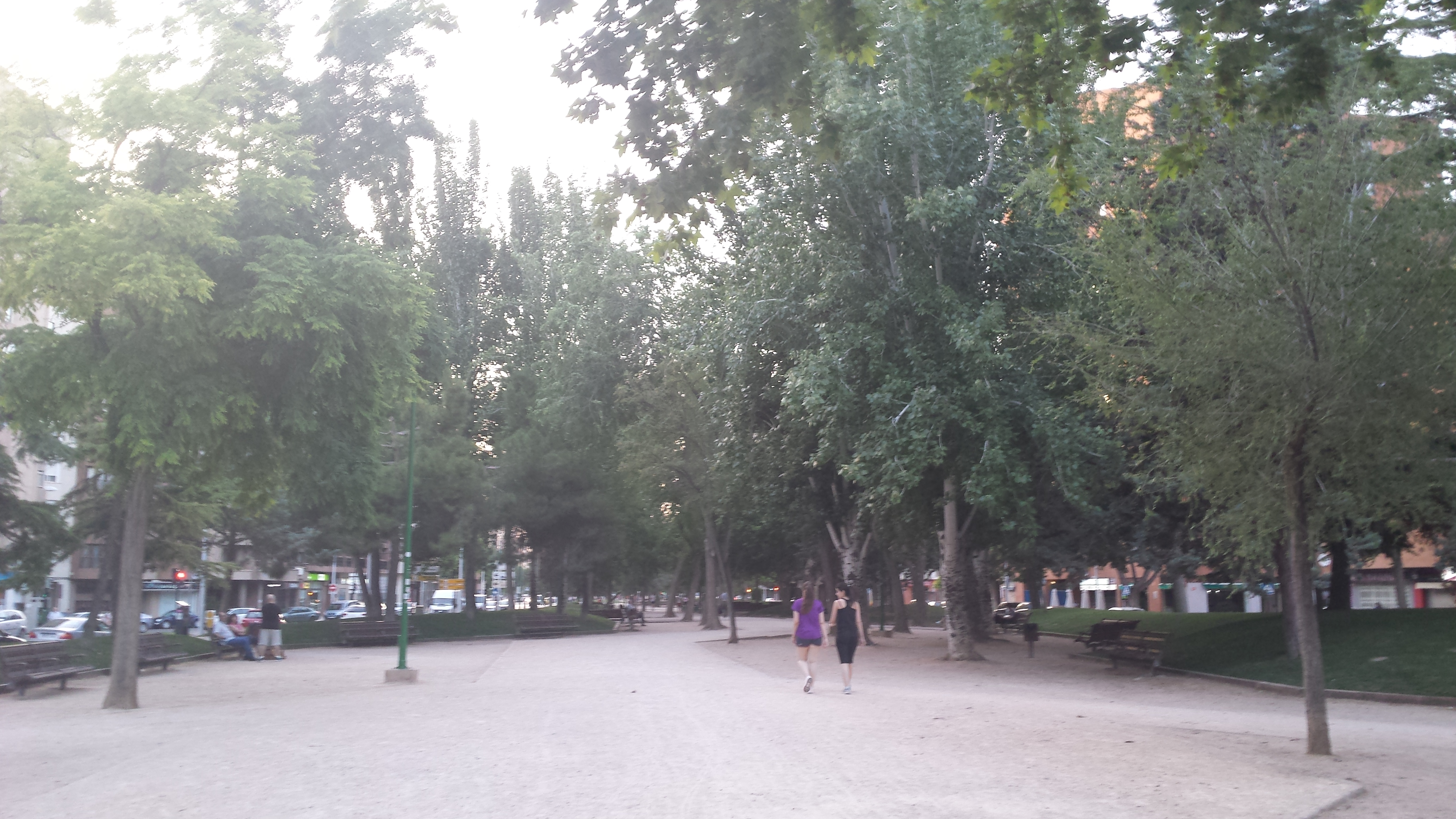
Vista a la altura de la plaza de El Sembrador

El parque lineal atraviesa desde la plaza Elíptica, las calles Serrería, Alcalde Conangla, Alcalde José María de Miguel, Zamora y paseo de la Cuba, y se extiende a lo largo de más de 3 kilómetros por una de las arterias más importantes de la ciudad.
El parque, que actualmente ocupa una extensión de más de 75 593 m², se ha construido en cinco fases, siendo la primera inaugurada en 1980 por el alcalde Salvador Jiménez Ibáñez, por lo que ha sido testigo del importante crecimiento urbano que ha experimentado esta zona de la ciudad. Las siguientes fases han tenido lugar en 1983, 1988, 1990 y 2014.
El parque lineal acoge bellas y variadas plantas y árboles como pinos, olmos, aligustres, rosales, plátanos, y chopos, entre otras muchas variedades.
Algunos de los olmos (Ulmus minor) que se encuentran en el tramo de la calle del Alcalde Conangla datan del momento en que llegó el ferrocarril a Albacete, en 1855. Otros olmos del tramo del paseo de la Cuba perviven desde 1860, cuando se creó el entonces denominado «Paseo nuevo del ferrocarril».

## Monumentos

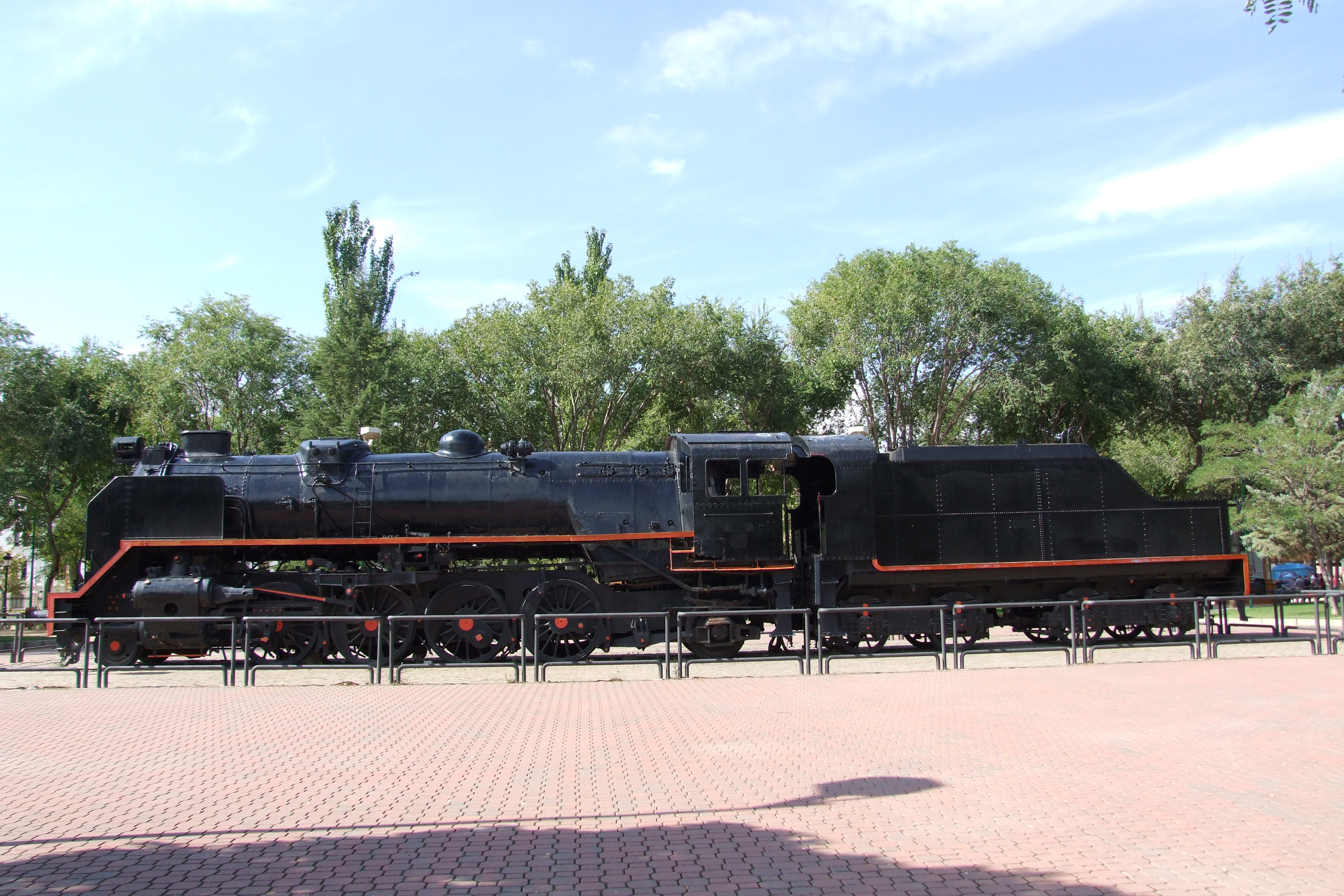
Locomotora Mikado de Albacete

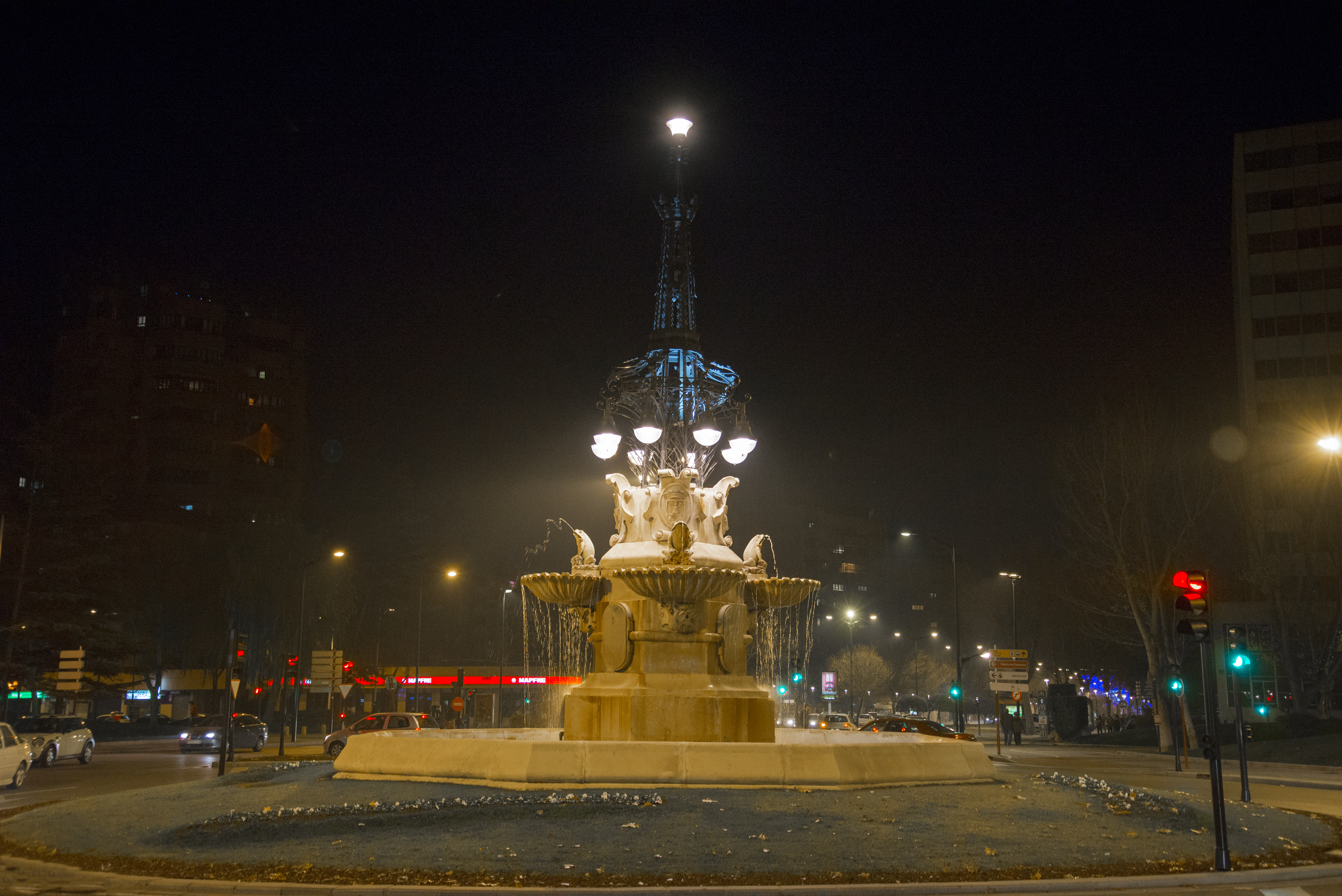
Fuente de las Ranas, creada en 1916 y restaurada por el diseñador José Enrique Melero

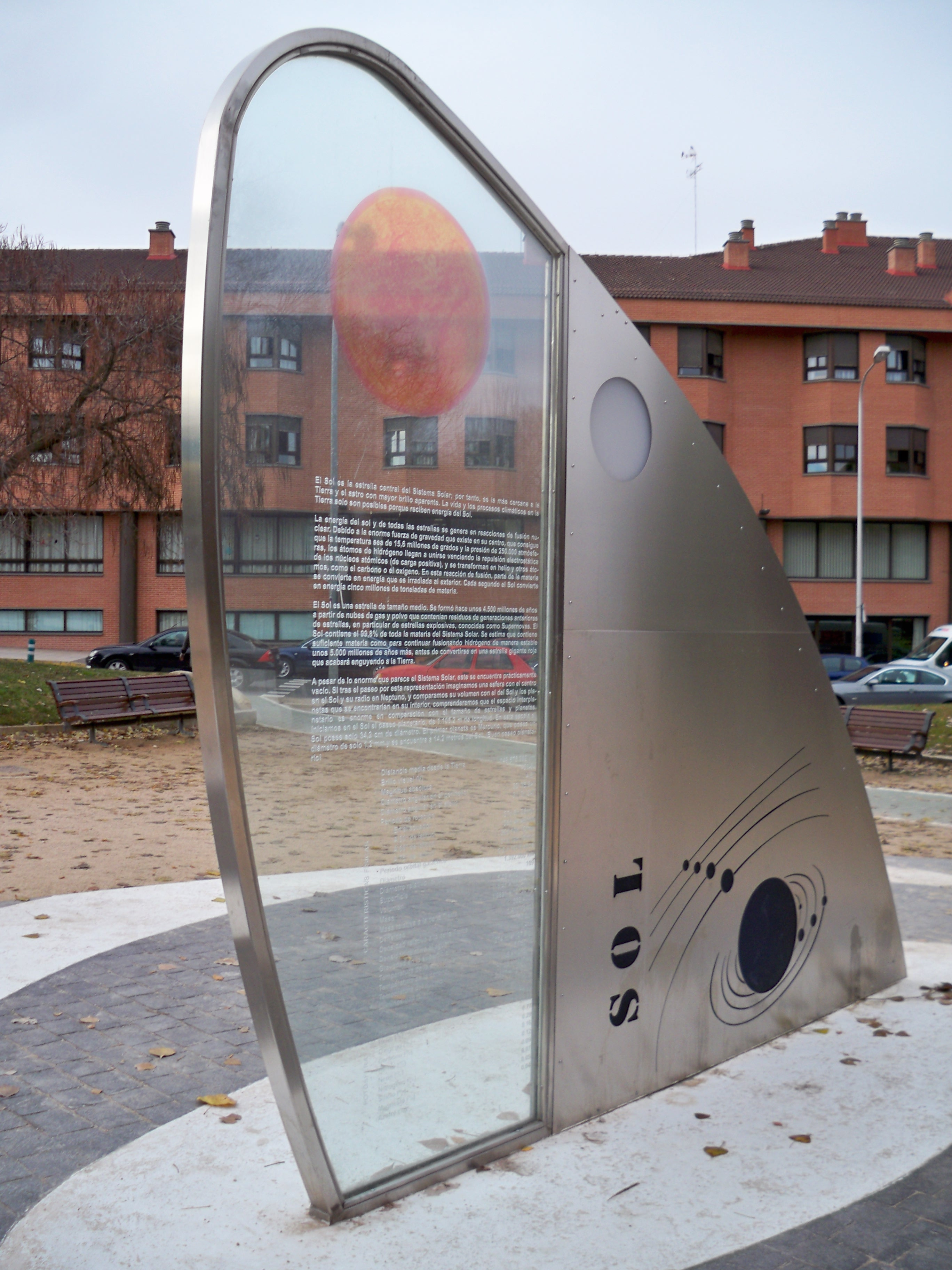
Imagen de la localización del Sol, a la altura del Puente de Madera, en el Paseo de los Planetas, la representación a escala del sistema solar en el parque lineal

Además de la ubicación en el parque para rememorar su pasado ligado al ferrocarril de una antigua locomotora, la Locomotora Mikado de Albacete, de un antiguo puente de piedra conocido como Puente de Madera y de un semáforo ferroviario, en 2010 el astronauta español Pedro Duque inauguró el Paseo de los Planetas, una representación a escala real del sistema solar, que pretende conjugar su valor estético con el educativo, mediante la instalación de paneles informativos alusivos a estos astros.
También cuenta el parque con un monumento dedicado a Félix Rodríguez de la Fuente, y su admiración por la naturaleza, además de numerosas fuentes y esculturas de todo tipo, y con un templete musical y varios espacios dedicados a juegos infantiles.
En las inmediaciones del parque (plaza del Sembrador) se encuentran dos importantes esculturas de la ciudad: El Sembrador, y la fuente de las Ranas que se completa con una farola forjada en hierro dulce, de 1400 kg, 6,75 metros de altura y un diámetro de 3,40 metros y de forma octogonal, realizada por el orfebre José Enrique Melero, la cual recupera el estado original con el que se construyó en 1916.